# Paraceratotingis
Paraceratotingis is een geslacht van wantsen uit de familie van de Tingidae (Netwantsen). Het geslacht werd voor het eerst wetenschappelijk beschreven door Henry in Montemayor & Knudson.

## Soorten
Het genus bevat de volgende soorten:

- Paraceratotingis convergens Henry, Montemayor & Knudson, 2017
- Paraceratotingis henryi Knudson, 2018